# Rafael Matos
Rafael Matos (Porto Alegre, 6 de janeiro de 1996), também conhecido como Rafa e Rafa Matos, é um tenista profissional brasileiro. Campeão das duplas mistas no Australian Open de 2023 e detentor de 10 títulos de ATP de duplas.
Em 27 de janeiro de 2023, sagrou-se campeão de Grand Slam em duplas mistas no Austrália Open com a compatriota Luisa Stefani ao vencer a dupla indiana formada por Sania Mirza e Rohan Bopanna [7-6(7/2); 6-2]. Feito inédito junto com sua compatriota sendo a primeira dupla 100% brasileira a vencer um Grand Slam em duplas mistas, e o segundo brasileiro a vencer Austrália Open em duplas mistas, antes o Bruno Soares vencerá em 2016 com a parceira russa Elena Vesnina. Foi o sexto título do Brasil em duplas mistas em Grand Slams, antes Maria Esther Bueno (Roland Garros 1960), Thomaz Koch (Roland Garros 1975) e Bruno Soares (Austrália Open 2016 e US Open 2012/2014/2016).
Seu melhor ranking de simples é a 440ª colocação da Associação de Tenistas Profissionais (ATP), alcançada em 2018. Já nas duplas, seu melhor ranking é a 26ª colocação da ATP, alcançada em 6 de fevereiro de 2023.

## Carreira

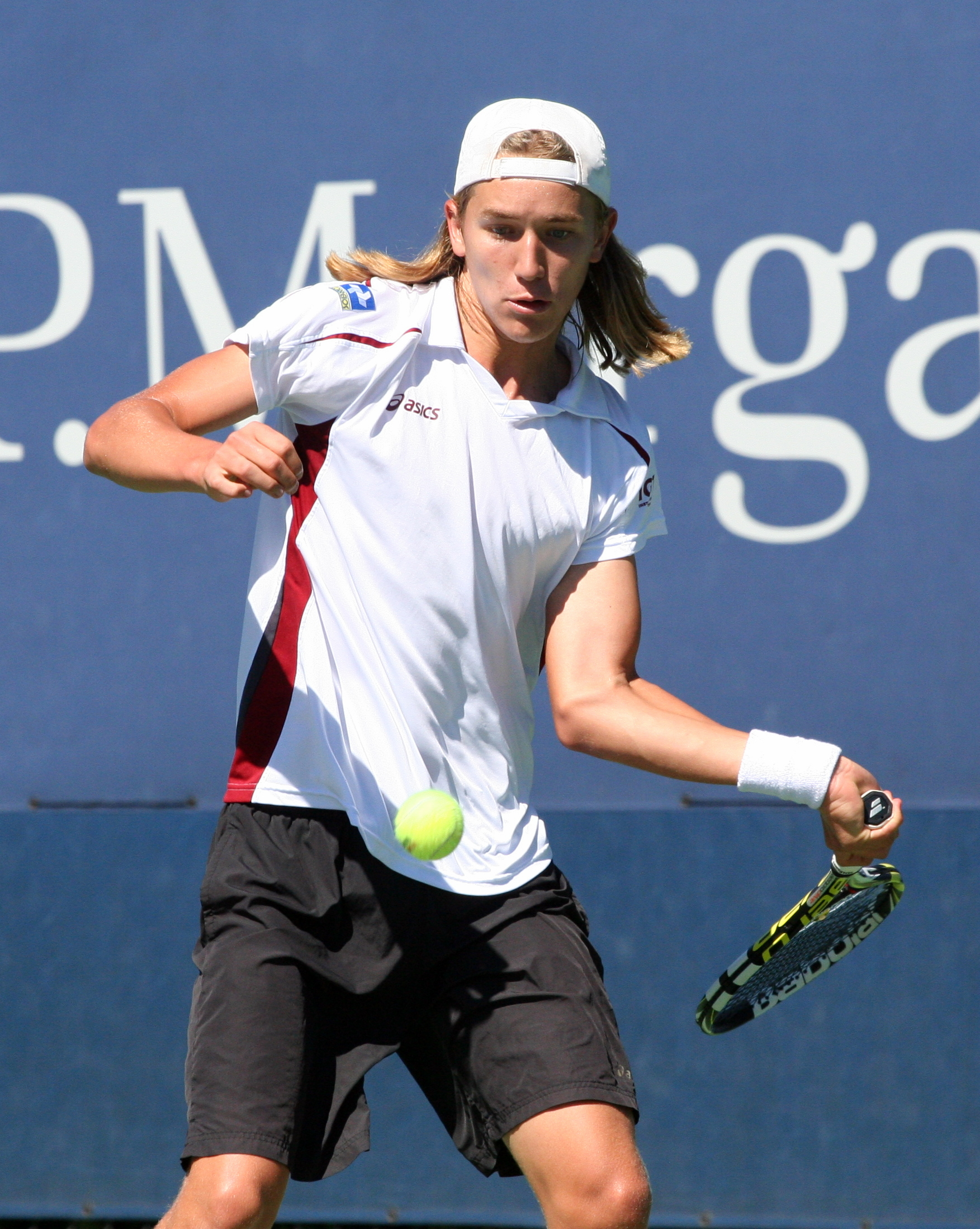
Rafael Matos em 2013

### 2014: Finalista de Grand Slam juvenil
Em 2014, Rafael Matos e o compatriota João Menezes foram vice-campeões da chave juvenil de duplas do US Open de tênis, onde eles foram superados na decisão pela dupla formada pelo australiano Omar Jasika e pelo japonês Naoki Nakagawa por 2 sets a 0, com parciais de 6/3 e 7/6 (8/6).

### 2019: Estreia em uma chave principal de um torneio  ATP
Matos fez sua estreia em chave principal de duplas da ATP no Brasil Open de 2019 fazendo parceria com Igor Marcondes.
Matos junto com Orlando Luz derrotaram os campeões de Wimbledon 2019 e US Open 2019, e número 1 do ranking da ATP, Juan Sebastián Cabal e Robert Farah, no Rio Open 2020, 6–1, 4–6, [10–8].

### 2021: Primeiro título ATP
Nas duplas, em 2021, Matos ganha seu primeiro título de ATP em Córdoba joagando com o também brasileiro Felipe Meligeni Alves e derrotando Romain Arneodo e Benoît Paire na final. Esse também foi o primeiro título ATP de Felipe.

### 2022

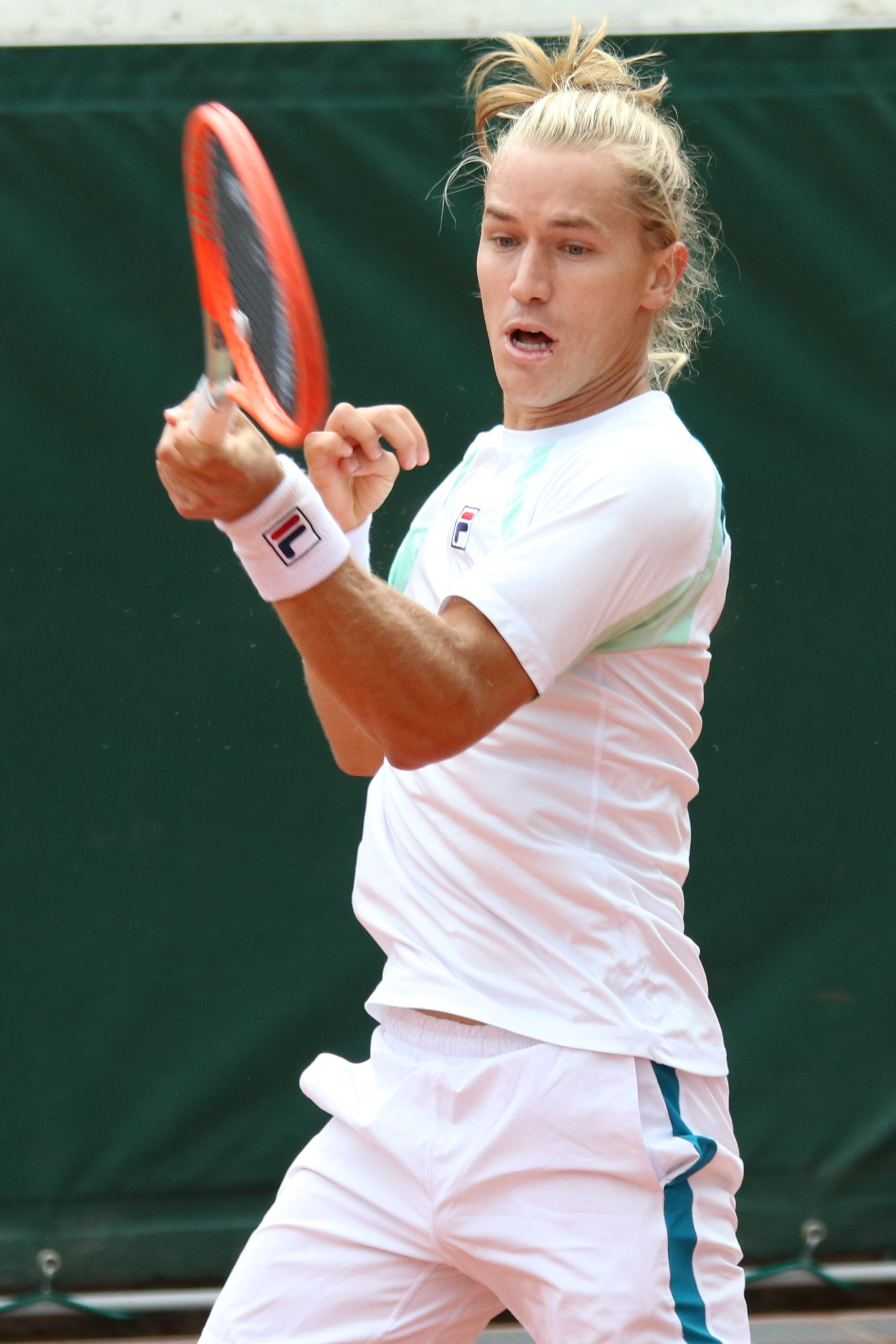
Rafael Matos em 2022

Em 2022, começa uma frutífera parceria com o espanhol David Vega Hernández, que começa a obter muitas vitórias. No início do ano, a dupla Matos/Vega vence dois  ATP 250 em Santiago e Marrakesh. Em maio de 2022, atingem as quartas-de-final de Roland Garros, e Matos entra no top 50 mundial de duplas. Após Roland Garros, eles vencem outro ATP 250 em Mallorca. Em um torneio de Wimbledon caracterizado por não distribuir pontos naquele ano, chegam à 3a rodada. Em julho eles vencem o ATP 250 de Bastad, o 5º título de ATP de Matos, com isso se aproximando do top 30 mundial. Terminou 2022 com 6 títulos de ATP já obtidos na carreira, e tendo atingido o posto de n.27 do mundo em novembro.

### 2023: Inédito título de Grand Slam nas duplas mistas
Ao jogar as duplas mistas do Aberto da Austrália de 2023 com a também brasileira Luisa Stefani, conquistaram o título deste Grand Slam, feito inédito tanto para uma dupla 100% brasileira, quanto para cada um dos dois de forma individual. 
Em Wimbledon 2023, Rafael começou pela disputa da chave de duplas mistas, retomando a parceria com Luisa Stefani. Na estreia contra Andrea Vavassori e Liudmila Samsonova, foram superados por 2 sets a 1.  

### 2024
No início da temporada, Matos começou uma nova parceria com o colombiano Nicolás Barrientos. . Ao disputar o Australian Open recebeu a notícia de que a organização do Australian Open havia concedido um wildcard para Luisa Stefani e ele, dando assim a chance de que eles pudessem defender o título de duplas mistas do torneio conquistado em 2023, mesmo que Matos estivesse sem ranking bom o suficiente para competir ao lado de Stefani. Stefani e Matos estrearam diante dos britânicos Joe Salisbury, tenista que foi dupla de Stefani no Us Open 2023, e Heather Watson, mas acabaram sendo superados em sets diretos, assim terminando a participação da dupla no Australian Open de 2024 sem conseguir defender o título.
Matos foi campeão do ATP 500 do Rio de Janeiro jogando com Barrientos, mas depois desfez a parceria fixa com o colombiano. Neste ano, ele ainda foi campeão do ATP 250 de Stuttgart  e vice-campeão do ATP 500 de Washington , em ambos, jogando junto com Marcelo Melo, além de ter sido campeão do ATP 250 de Bastad junto com Orlando Luz.

### 2025
Matos conquistou seu 10º título de duplas no ATP 500 do Rio de Janeiro de 2025 jogando com Marcelo Melo, se tornando bicampeão do torneio.
Chegou às quartas de final do Masters 1000 de Monte Carlo. 
Em Wimbledon, ele fez sua melhor campanha, chegando às quartas-de-final. 

## Finais ATP

### Duplas: 11 (6 títulos, 5 vices)
| Legenda                           |
| --------------------------------- |
| Grand Slam (0–0)                  |
| ATP World Tour Finals (0–0)       |
| ATP World Tour Masters 1000 (0–0) |
| ATP World Tour 500 Series (0–1)   |
| ATP World Tour 250 Series (6–4)   |

| Finais por Superfície |
| --------------------- |
| Duro (1–2)            |
| Saibro (4–3)          |
| Grama (1–0)           |

| Resultado | V–D | Data     | Torneio                          | Tipo       | Superfície | Parceiro              | Oponentes                            | Placar                 |
| --------- | --- | -------- | -------------------------------- | ---------- | ---------- | --------------------- | ------------------------------------ | ---------------------- |
| Vitória   | 1–0 | Fev 2021 | Córdoba Open, Argentina          | 250 Series | Saibro     | Felipe Meligeni Alves | Romain Arneodo Benoît Paire          | 6–4, 6–1               |
| Derrota   | 1–1 | Mai 2021 | Belgrade Open, Sérvia            | 250 Series | Saibro     | André Göransson       | Jonathan Erlich Andrei Vasilevski    | 4–6, 1–6               |
| Vitória   | 2–1 | Fev 2022 | Chile Open, Chile                | 250 Series | Saibro     | Felipe Meligeni Alves | André Göransson Nathaniel Lammons    | 7–6(10–8), 7–6(7–3)    |
| Vitória   | 3–1 | Abr 2022 | Grand Prix Hassan II, Marrocos   | 250 Series | Saibro     | David Vega Hernández  | Andrea Vavassori Jan Zieliński       | 6–1, 7–5               |
| Derrota   | 3–2 | Mai 2022 | Bavarian Championships, Alemanha | 250 Series | Saibro     | David Vega Hernández  | Kevin Krawietz Andreas Mies          | 6–4, 4–6, [7–10]       |
| Vitória   | 4–2 | Jun 2022 | Mallorca Championships, Espanha  | 250 Series | Grama      | David Vega Hernández  | Ariel Behar Gonzalo Escobar          | 7–67–5, 6–76–8, [10–1] |
| Vitória   | 5–2 | Jul 2022 | Swedish Open, Suécia             | 250 Series | Saibro     | David Vega Hernández  | Simone Bolelli Fabio Fognini         | 6–4, 3–6, [13–11]      |
| Vitória   | 6–2 | Out 2022 | Sofia Open, Bulgária             | 250 Series | Duro (i)   | David Vega Hernández  | Fabian Fallert Oscar Otte            | 3–6, 7–5, [10–8]       |
| Derrota   | 6–3 | Out 2022 | Japan Open, Japão                | 500 Series | Duro       | David Vega Hernández  | Mackenzie McDonald Marcelo Melo      | 4–6, 6–3, [4–10]       |
| Derrota   | 6–4 | Jul 2023 | Swedish Open, Suécia             | 250 Series | Saibro     | Francisco Cabral      | Gonzalo Escobar Aleksandr Nedovyesov | 2–6, 2–6               |
| Derrota   | 6–5 | Set 2023 | Chengdu Open, China              | 250 Series | Duro       | Francisco Cabral      | Sadio Doumbia Fabien Reboul          | 6–4, 5–7, [7–10]       |

### Duplas mistas: 1 (1 título)
| Status | V–D | Data                  | Torneio         | Cidade/país          | Categoria  | Piso | Parceiro      | Adversárias               | Resultado     |
| ------ | --- | --------------------- | --------------- | -------------------- | ---------- | ---- | ------------- | ------------------------- | ------------- |
| Venceu | 1–0 | 26 de janeiro de 2023 | Australian Open | Melbourne, Austrália | Grand Slam | duro | Luisa Stefani | Sania Mirza Rohan Bopanna | 7–6(7–2), 6–2 |

## Finais de ATP Challenger Tour e ITF Futures

### Simples: 9 (4 títulos, 5 vices)
| Legenda                   |
| ------------------------- |
| ATP Challenger Tour (0–0) |
| ITF Futures Tour (4–5)    |

| Títulos por Superfície |
| ---------------------- |
| Duro (0-0)             |
| Saibro (4-5)           |
| Grama (0–0)            |
| Carpete (0–0)          |

| Resultado | V–D | Data     | Torneio                                          | Categoria | Superfície | Oponente            | Placar             |
| --------- | --- | -------- | ------------------------------------------------ | --------- | ---------- | ------------------- | ------------------ |
| Derrota   | 0–1 | Nov 2014 | Brazil F15, Foz do Iguaçu                        | Futures   | Saibro     | Fabrício Neis       | 3–6, 5–7           |
| Vitória   | 1–1 | Mai 2017 | Spain F14, Vic                                   | Futures   | Saibro     | Pedro Cachin        | 4–6, 6–0, 1–0r     |
| Derrota   | 1–2 | Ago 2017 | Spain F25, Vigo                                  | Futures   | Saibro     | Marc Giner          | 2–6, 6–4, 6–7(6–8) |
| Vitória   | 2–2 | Nov 2017 | Brazil F2, Santos                                | Futures   | Saibro     | Wilson Leite        | 6–2, 3–6, 6–3      |
| Vitória   | 3–2 | Mai 2018 | Brazil F2, São Paulo                             | Futures   | Saibro     | Gonzalo Villanueva  | 6–1, 6–3           |
| Vitória   | 4–2 | Mai 2019 | Tunisia M15, Tabarka                             | Futures   | Saibro     | Orlando Luz         | 7–5, 7–5           |
| Derrota   | 4–3 | Mai 2019 | Valldoreix M15, Valldoreix                       | Futures   | Saibro     | Orlando Luz         | 3–6, 4–6           |
| Derrota   | 4–4 | Jun 2019 | São José do Rio Preto M15, São José do Rio Preto | Futures   | Saibro     | Juan Pablo Ficovich | 4–6, 2–6           |
| Derrota   | 4–5 | Out 2019 | São Paulo M15, São Paulo                         | Futures   | Saibro     | Bastian Malla       | 3–6, 2–6           |

### Duplas: 30 (21 títulos, 9 vices)
| Legenda                    |
| -------------------------- |
| ATP Challenger Tour (11–8) |
| ITF Futures Tour (10–1)    |

| Títulos por Superfície |
| ---------------------- |
| Duro (3–2)             |
| Saibro (18–7)          |
| Grama (0–0)            |
| Carpete (0–0)          |

| Resultado | V–D  | Data     | Torneio                          | Categoria  | Superfície | Parceiro              | Oponentes                                         | Placar                |
| --------- | ---- | -------- | -------------------------------- | ---------- | ---------- | --------------------- | ------------------------------------------------- | --------------------- |
| Vitória   | 1–0  | Out 2013 | Brasil F12, Montes Claros        | Futures    | Saibro     | Gabriel Hocevar       | Luis Britto Marcelo Zormann                       | 7–5, 7–5              |
| Vitória   | 2–0  | Ago 2014 | Brasil F7, São José do Rio Preto | Futures    | Saibro     | Fabricio Neis         | Jorge Aguilar Nicolas Jarry                       | 5–7, 6–1, [10–6]      |
| Vitória   | 3–0  | Fev 2015 | Estados Unidos F9, Sunrise       | Futures    | Duro       | João Menezes          | Bruno Sant’Anna Thales Turini                     | 7–5, 2–6, [10–5]      |
| Vitória   | 4–0  | Jun 2015 | Brasil F2, Itajaí                | Futures    | Duro       | Marcelo Zormann       | Felipe Meligeni Rodrigues Alves Igor Marcondes    | 6–7(5–7), 6–2, [10–8] |
| Derrota   | 4–1  | Ago 2015 | Itália F23, Este                 | Futures    | Duro       | Marcelo Zormann       | Maximilian Neuchrist Tristan-Samuel Weissborn     | 6–2, 3–6, [8–10]      |
| Vitória   | 5–1  | Set 2015 | Croácia F2, Bol                  | Futures    | Saibro     | Marcelo Zormann       | Gabor Borsos Adam Kellner                         | 6–3, 2–6, [10–5]      |
| Vitória   | 6–1  | Mar 2016 | Argentina F3, Rosário            | Futures    | Saibro     | Igor Marcondes        | Ricardo Hocevar Daniel Dutra da Silva             | 3–6, 7–6(7–3), [10–4] |
| Vitória   | 7–1  | Jul 2016 | Brasil F1, Piracicaba            | Futures    | Saibro     | Igor Marcondes        | Eduardo Russi Assumpção Daniel Dutra da Silva     | 7–5, 2–6, [10–6]      |
| Vitória   | 8–1  | Out 2016 | Colômbia F4, Valledupar          | Futures    | Saibro     | João Menezes          | Jose Daniel Bendeck Gregorio Cordonnier           | 6–3, 3–6, [10–5]      |
| Vitória   | 9–1  | Out 2016 | Equador F1, Quito                | Futures    | Saibro     | João Menezes          | Matias Franco Descotte Raleigh Smith              | 6–1, 6–4              |
| Vitória   | 10–1 | Dez 2016 | Uruguai F1, Quito                | Futures    | Saibro     | João Menezes          | Oscar José Gutierrez Nicolas Santos               | 6–0, 6–4              |
| Vitória   | 1–0  | Out 2019 | Campinas, Brasil                 | Challenger | Saibro     | Orlando Luz           | Miguel Ángel Reyes-Varela Fernando Romboli        | 6–7(2–7), 6–4, [10–8] |
| Vitória   | 2–0  | Jan 2020 | Punta del Este, Uruguai          | Challenger | Saibro     | Orlando Luz           | Juan Manuel Cerúndolo Thiago Agustín Tirante      | 6–4, 6–2              |
| Derrota   | 2–1  | Mar 2020 | Monterrey, México                | Challenger | Duro       | Orlando Luz           | Karol Drzewiecki Gonçalo Oliveira                 | 7–6(7–5), 4–6, [9–11] |
| Vitória   | 3–1  | Set 2020 | Iași, Romênia                    | Challenger | Saibro     | João Menezes          | Treat Huey Nathaniel Lammons                      | 6–2, 6–2              |
| Viória    | 4–1  | Fev 2021 | Concepcion, Chile                | Challenger | Saibro     | Orlando Luz           | Sergio Galdós Diego Hidalgo                       | 7–5, 6–4              |
| Derrota   | 4–2  | Mar 2021 | Santiago, Chile                  | Challenger | Saibro     | Felipe Meligeni Alves | Luis David Martinez Gonçalo Oliveira              | 5–7, 1–6              |
| Vitória   | 5–2  | Abr 2021 | Tallahassee, EUA                 | Challenger | Saibro     | Orlando Luz           | Sekou Bangoura Donald Young                       | 7–6(7–2), 6–2         |
| Derrota   | 5–3  | Mai 2021 | Biella, Itália                   | Challenger | Saibro     | Felipe Meligeni Alves | André Göransson Nathaniel Lammons                 | 6–7(3–7), 3–6         |
| Vitória   | 6–3  | Ago 2021 | Cordenons, Itália                | Challenger | Saibro     | Orlando Luz           | Sergio Galdós Renzo Olivo                         | 6–4, 7–6(7–5)         |
| Derrota   | 6–4  | Ago 2021 | San Marino, San Marino           | Challenger | Saibro     | João Menezes          | Zdeněk Kolář Luis David Martínez                  | 6–1, 3–6, [3–10]      |
| Vitória   | 7–4  | Ago 2021 | Como, Itália                     | Challenger | Saibro     | Felipe Meligeni Alves | Luis David Martínez Andrea Vavassori              | 6–7(2–7), 6–4, [10–6] |
| Derrota   | 7–5  | Set 2021 | Tulln an der Donau, Áustria      | Challenger | Saibro     | Felipe Meligeni Alves | Dustin Brown Andrea Vavassori                     | 6–7(5–7), 1–6         |
| Vitória   | 8–5  | Nov 2021 | Montevidéu, Uruguai              | Challenger | Saibro     | Felipe Meligeni Alves‎ | Ignacio Carou Luciano Darderi                     | 6–4, 6–4              |
| Vitória   | 9–5  | Nov 2021 | Campinas, Brasil                 | Challenger | Saibro     | Felipe Meligeni Alves | Gilbert Klier Júnior Matheus Pucinelli de Almeida | 6–3, 6–1              |
| Derroa    | 9–6  | Nov 2021 | São Paulo, Brasil                | Challenger | Saibro     | Felipe Meligeni Alves | Nicolás Barrientos Alejandro Gómez                | w/o                   |
| Derrota   | 9–7  | Dez 2021 | Florianópolis, Brasil            | Challenger | Saibro     | Martín Cuevas         | Nicolás Barrientos Alejandro Gómez                | 3–6, 3–6              |
| Vitória   | 10–7 | Dez 2021 | Rio de Janeiro, Brasil           | Challenger | Duro       | Orlando Luz           | James Cerretani Fernando Romboli                  | 6–3, 7–6(7–2)         |
| Derrota   | 10–8 | Abr 2022 | Madrid, Espanha                  | Challenger | Saibro     | David Vega Hernández  | Adam Pavlásek Igor Zelenay                        | 3-6, 6-3, [6-10]      |
| Vitória   | 11–8 | Mai 2022 | Bordeaux, França                 | Challenger | Saibro     | David Vega Hernández  | Hugo Nys Jan Zieliński                            | 6-4, 6-0              |

## Representação nacional

### Copa Davis (4–0)
Matos foi o primeiro indicado a jogar pelo Brasil na Copa Davis em setembro de 2021 contra o Líbano, em duplas. Matos com Marcelo Demoliner fez sua estreia na Copa Davis contra Benjamin Hassan e Habib Hady e vencida em três sets na terceira partida do confronto. Mais tarde, a equipe brasileira confirmou o placar 4-0 e avançou para Copa Davis de 2022 (Qualificatório).
Atualmente, Matos possui o recorde 4–0 em partidas da Copa Davis. Ele jogou apenas partidas de duplas até aqui.
| Grupos                   |
| ------------------------ |
| Qualifying Round (0–0)   |
| Grupo Mundial 1 (3–0)    |
| Grupo Mundial 1 PO (1–0) |

| Partidas por Superfície |
| ----------------------- |
| Duro (2–0)              |
| Saibro (2–0)            |
| Grama (0–0)             |

| Partidas por Tipo |
| ----------------- |
| Simples (0–0)     |
| Duplas (4–0)      |

| Partidas por Configuração |
| ------------------------- |
| Indoors (2–0)             |
| Outdoors (2–0)            |

| Partidas por Sede |
| ----------------- |
| Brasil (1–0)      |
| Fora (3–0)        |
| Neutro (0–0)      |

| Todas as Partida de Copa Davis: 4–0 (Duplas: 4–0)   | Todas as Partida de Copa Davis: 4–0 (Duplas: 4–0) | Todas as Partida de Copa Davis: 4–0 (Duplas: 4–0) | Todas as Partida de Copa Davis: 4–0 (Duplas: 4–0) | Todas as Partida de Copa Davis: 4–0 (Duplas: 4–0) | Todas as Partida de Copa Davis: 4–0 (Duplas: 4–0) | Todas as Partida de Copa Davis: 4–0 (Duplas: 4–0) | Todas as Partida de Copa Davis: 4–0 (Duplas: 4–0) | Todas as Partida de Copa Davis: 4–0 (Duplas: 4–0) | Todas as Partida de Copa Davis: 4–0 (Duplas: 4–0) |
| --------------------------------------------------- | ------------------------------------------------- | ------------------------------------------------- | ------------------------------------------------- | ------------------------------------------------- | ------------------------------------------------- | ------------------------------------------------- | ------------------------------------------------- | ------------------------------------------------- | ------------------------------------------------- |
| Copa Davis de 2020 (Grupo Mundial I)                |                                                   |                                                   |                                                   |                                                   |                                                   |                                                   |                                                   |                                                   |                                                   |
| Rodada                                              | Data                                              | Oponente                                          | Placar do Confronto                               | Local                                             | Superfície                                        | Partida                                           | Oponentes                                         | Placar da Partida                                 |                                                   |
| GM I                                                | 18–19 set, 2021                                   | Líbano                                            | 4–0                                               | Jounieh                                           | Saibro                                            | Duplas 3 (c/ Demoliner)                           | Benjamin Hassan Habib Hady                        | 6–2, 3–6, 7–6(7–5)                                |                                                   |
| Copa Davis de 2022 (Grupo Mundial I)                |                                                   |                                                   |                                                   |                                                   |                                                   |                                                   |                                                   |                                                   |                                                   |
| GM I                                                | 16–17 set, 2022                                   | Portugal                                          | 1–3                                               | Viana do Castelo                                  | Duro (i)                                          | Duplas 3 (c/ Meligeni Alves)                      | Nuno Borges / Francisco Cabral                    | 6–3, 0–6, 6–3                                     |                                                   |
| Copa Davis de 2023 (Qualificatório Grupo Mundial I) |                                                   |                                                   |                                                   |                                                   |                                                   |                                                   |                                                   |                                                   |                                                   |
| PO                                                  | 3–4 fev, 2023                                     | China                                             | 4–0                                               | Florianópolis                                     | Saibro                                            | Duplas 3 (c/ Meligeni Alves)                      | Cui Jie / Zhang Ze                                | 6–2, 6–3                                          |                                                   |
| Copa Davis de 2023 (Grupo Mundial I)                |                                                   |                                                   |                                                   |                                                   |                                                   |                                                   |                                                   |                                                   |                                                   |
| GM I                                                | 15–16 set, 2023                                   | Dinamarca                                         | 3–1                                               | Hillerød                                          | Duro (i)                                          | Duplas 3 (c/ Meligeni Alves)                      | Johannes Ingildsen / Christian Sigsgaard          | 6–7(5–7), 7–5, 7–6(7–5)                           |                                                   |

## Finais de Grand Slam Juvenil

### Duplas Masculinas: 1 (1 vice)
| Resultado | Ano  | Campeonato | Superfície | Parceiro     | Oponentes                  | Placar        |
| --------- | ---- | ---------- | ---------- | ------------ | -------------------------- | ------------- |
| Derrota   | 2014 | US Open    | Duro       | João Menezes | Omar Jasika Naoki Nakagawa | 3–6, 6–7(6–8) |